# وید مک‌گوار
 وِید مک‌گوار (انگلیسی: Wade McGuire؛ زاده ۱۹ اوت ۱۹۶۹) یک تنیس‌باز اهل ایالات متحده آمریکا است.